# Lưu Khang
Lưu Khang (chữ Hán: 劉康; ? - 23 TCN), thụy hiệu Định Đào Cung vương (定陶恭王), lại có thụy Cung Hoàng (恭皇), là một hoàng tử nhà Hán, Chư hầu Vương thứ hai của nước Định Đào, một chư hầu thời Tây Hán trong lịch sử Trung Quốc.

## Tiểu sử

### Chư hầu Vương
Lưu Khang là con trai thứ hai của Hán Nguyên Đế Lưu Thích, mẹ là Phó Chiêu nghi. Ngay từ nhỏ ông đã được Nguyên Đế yêu thích, sau khi lớn lên đa tài nghệ, hiểu được âm nhạc thanh luật, mẹ ông là Phó thị cũng là sủng phi của Nguyên Đế. Khi ấy, Lưu Khang đe dọa ngôi vị Thái tử của anh trai Lưu Ngao, con của Hoàng hậu Vương Chính Quân.
Năm Vĩnh Quang thứ 3 (41 TCN), Hán Nguyên Đế sắc phong làm Tế Dương vương (濟陽王). Năm Kiến Chiêu thứ 5 (34 TCN), cải phong Sơn Dương vương (山陽王). Năm Hà Bình thứ 2 (27 TCN), cải thành Định Đào vương (定陶王), cai quản Định Đào quốc, thuộc khu vực ngày nay là huyện Định Đào, tỉnh Sơn Đông của Trung Quốc.
Khi Hán Nguyên Đế ngã bệnh. Phó Chiêu nghi cùng Lưu Khang hết lòng bên cạnh hầu thuốc thang, trong khi Hoàng hậu và Thái tử không thường xuyên ghé thăm ông. Nhân cơ hội đó, Phó chiêu nghi cố thuyết phục Nguyên Đế thay ngôi Thái tử, trao về cho Lưu Khang, Hán Nguyên Đế trong cơn bệnh cũng có ý như vậy. Khi ấy, anh của Vương hoàng hậu là Vương Phượng đang nhậm chức Thị trung biết được, cùng Hoàng hậu và Thái tử ưu sầu, không biết làm sao. Có đại thần hầu cận Nguyên Đế là Sử Đan (史丹) cản trở, ngôi Thái tử của Lưu Ngao do đó được giữ.
Mặc sự việc hiềm khích trước đây giữa Vương Chính Quân và Phó Thái hậu trong việc giành ngôi Thái tử, Hán Thành Đế vẫn rất thân thiết với người em trai Định Đào vương Lưu Khang, và thường xuyên gọi Lưu Khang về Trường An. Thành Đế có lần muốn lấy em là Định Đào vương Lưu Khang làm Trữ quân, nhưng bị Thái hậu và anh em họ Vương gạt đi. Vương Phượng mượn chuyện xảy ra nhật thực ép Thành Đế đuổi Lưu Khang về đất phong Định Đào, không cho gọi trở về Trường An nữa, Thành Đế đành chịu. Đại thần trong triều khi ấy là Vương Chương (王章) tức giận vì sự chuyên quyền của ngoại thích, bèn kiến nghị Thành Đế bãi chức họ. Vương Phượng bèn tranh thủ sự ủng hộ của Vương Thái hậu gây sức ép với Thành Đế, khiến Thành Đế phải xin lỗi Mẫu hậu, bắt giam Vương Chương. Sau đó, Chương bị chết trong ngục. Vương Phượng từ đây càng không nể sợ điều gì, ra sức tung hoành.
Năm Dương Sóc nguyên niên (23 TCN), ngày 22 tháng 8 (âm lịch), Định Đào vương Lưu Khang qua đời, thụy là Cung (恭). Con trai duy nhất là Lưu Hân kế vị.

### Truy tôn là Hoàng
Năm Tuy Hòa nguyên niên (8 TCN), Hán Thành Đế Lưu Ngao đang hấp hối mà vẫn không có con, nên triệu một trong số các Chư hầu vương để lập tự. Trong số các tước vị ấy, chỉ có Trung Sơn vương cùng Định Đào vương - hai vị Chư hầu Vương đều là con của Hán Nguyên Đế, thứ cận Hán Thành Đế, do đó là hai nhân tuyển thích hợp nhất. Ngự sử đại phu Khổng Quang lấy cái lẽ "Huynh chung đệ cập", đề nghị lập Trung Sơn vương Lưu Hưng kế vị. Sau một lần vào triều kiến Hán Thành Đế mà không giữ đúng lễ nghi chư hầu, Trung Sơn vương Lưu Hưng bị chê là bất tài và không còn được Hán Thành Đế để ý nữa, con trai của Lưu Khang là Lưu Hân được Thành Đế yêu thích, nên lập làm Thái tử. Còn chức Định Đào vương, Hán Thành Đế chỉ định cháu của Sở Hiếu vương Lưu Hiêu (劉囂) là Lưu Cảnh (劉景) làm con thừa tự của Lưu Khang.
Năm Tuy Hòa thứ 2 (7 TCN), Hán Thành Đế băng hà. Lưu Hân kế vị, sử gọi Hán Ai Đế. Vào lúc này, Ai Đế đã nhận Hán Thành Đế làm hoàng phụ, kế thừa Đế vị, theo lệ nhà Hán thì Ai Đế chỉ có thể xem Thành Đế là cha, Lưu Khang là thúc phụ. Sau 1 năm kế vị, Hán Ai Đế mâu thuẫn với ngoại thích họ Vương của Thái hoàng thái hậu Vương Chính Quân, tiến hành nâng địa vị của họ Phó cùng họ Đinh, do đó Ai Đế truy tôn cha ruột Lưu Khang làm Cung Hoàng (恭皇), ở tại kinh sư thiết trí Tổ miếu, sắp thứ tự hàng chiêu hàng mục, lễ nghi giống như Thiên tử vậy. Định Đào vương Lưu Cảnh được cải phong làm [Tín Đô vương; 信都王].